# Século XXXII a.C.
Século: Século XXXIII a.C. - Século XXXII a.C. - Século XXXI a.C.
Inicia no primeiro dia do ano 3200 a.C. e termina no último dia do ano 3101 a.C.

## Eventos

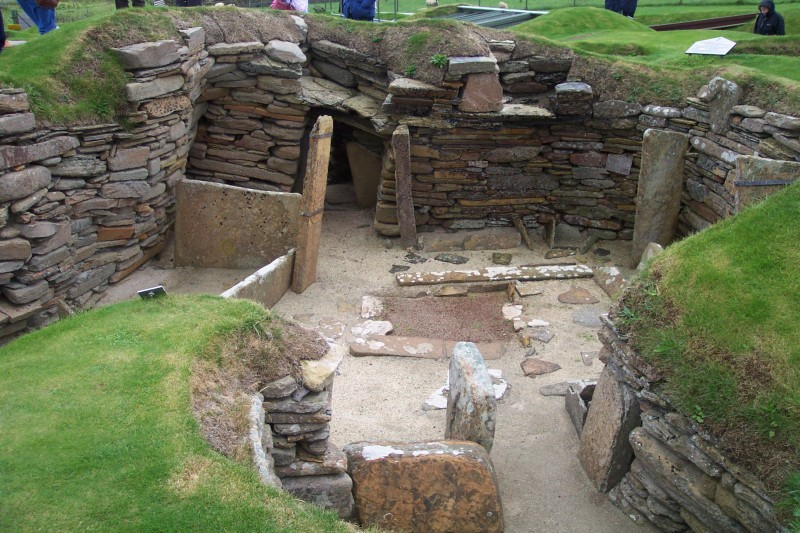
Habitações escavadas de Skara Brae, a mais completa aldeia neolítica da Europa.

- cerca de 3150 a.C.: Narmer (I dinastia egípcia) começa a reger o Antigo Egito.
- cerca de 3125 a.C.: Narmer morre.
- 3102 a.C.: O Princípio do Kali Yuga de acordo com as escrituras Védicas.
- Necrópole de Varna: os mais antigos artefatos feitos com ouro foram encontrados.
- Malta: Construção dos templos megalíticos de Hagar Qim, seguindo o alinhamento solar e lunar. Construção de templos megalíticos alcançam seu ápice.
- Antigo Egito: Os mais antigos hieroglifos egípcios conhecidos, começo do Período Dinástico do Egito.
- Creta: Surgimento da Civilização Minoica.
- Assentamentos neolíticos feitos em Skara Brae nas Orkney Islands, Escócia.
- Povos neolíticos na Irlanda constróem, com 250.000 toneladas, Newgrange, uma tumba de orientação solar.
- cerca de 3100 a.C.: A fase mais antiga da construção de Stonehenge.

## Personalidades
- Narmer, sucessor de Escorpião II e fundador da I dinastia egípcia.

## Invenções
- 3114 a.C. - Começo da atual era na Contagem Longa do Calendário Maia.